# Amblyaspis scelionoides
Amblyaspis scelionoides is een vliesvleugelig insect uit de familie van de Platygastridae. De wetenschappelijke naam van de soort is voor het eerst geldig gepubliceerd in 1835 door Alexander Henry Haliday.